# Mikola
Mikola (románul: Micula, ukránul: Мікула) falu Romániában, Szatmár megyében, Micula központja.

## Fekvése
Szatmárnémetitől északkeletre, a Szatmári-síkságon található, a Túr (folyó) mellett fekvő település.

## Története
Mikola nevét 1339-ben már a mai alakjában írták, 1348-ban pedig Mykulaként.
A település a Mikolay család ősi birtoka, melyet 1216-ban Merc comes kapott II. Endre királytól hű szolgálataiért. E Merc comes Zothmar comesnek is nevezte magát. Fiai Micholay, Dezmér, vagy Dwsew és Fylpy.
1426-ban Mikola Dezmér fia IV. Béla király mellett harcolt, s elesett a Frigyes elleni harcban, a Lajtánál. A családot 1664-ben I. Lipót megerősítette birtokaiban, s  Mikolayak egészen a 19. század közepéig maradtak a település birtokosai.
1717-ben a tatárok feldúlták a községet, és elrabolták Mikolay Györgyöt feleségestől, gyermekestől. Bagossy László azonban a Borsai szorosnál szétverte a tatárokat, s a többi fogollyal együtt ők is kiszabadultak.
A 18. században birtokot szerzett itt a Bagossy, Kölcsey, Mándy, Bodoky, Galgóczy család is.
1810-ben birtokosai Mikolay György és leányági rokonai: Csanáldy, Bagossy, Mándy, Baros, Szarvady, Császy, Bogdány, Kövér, Nagy és Papp családok.

## Közlekedés
A települést érinti a Nagyvárad–Székelyhíd–Érmihályfalva–Nagykároly–Szatmárnémeti–Halmi–Királyháza-vasútvonal.

## Nevezetességek
- Református templom